# 爱德华·赫里欧

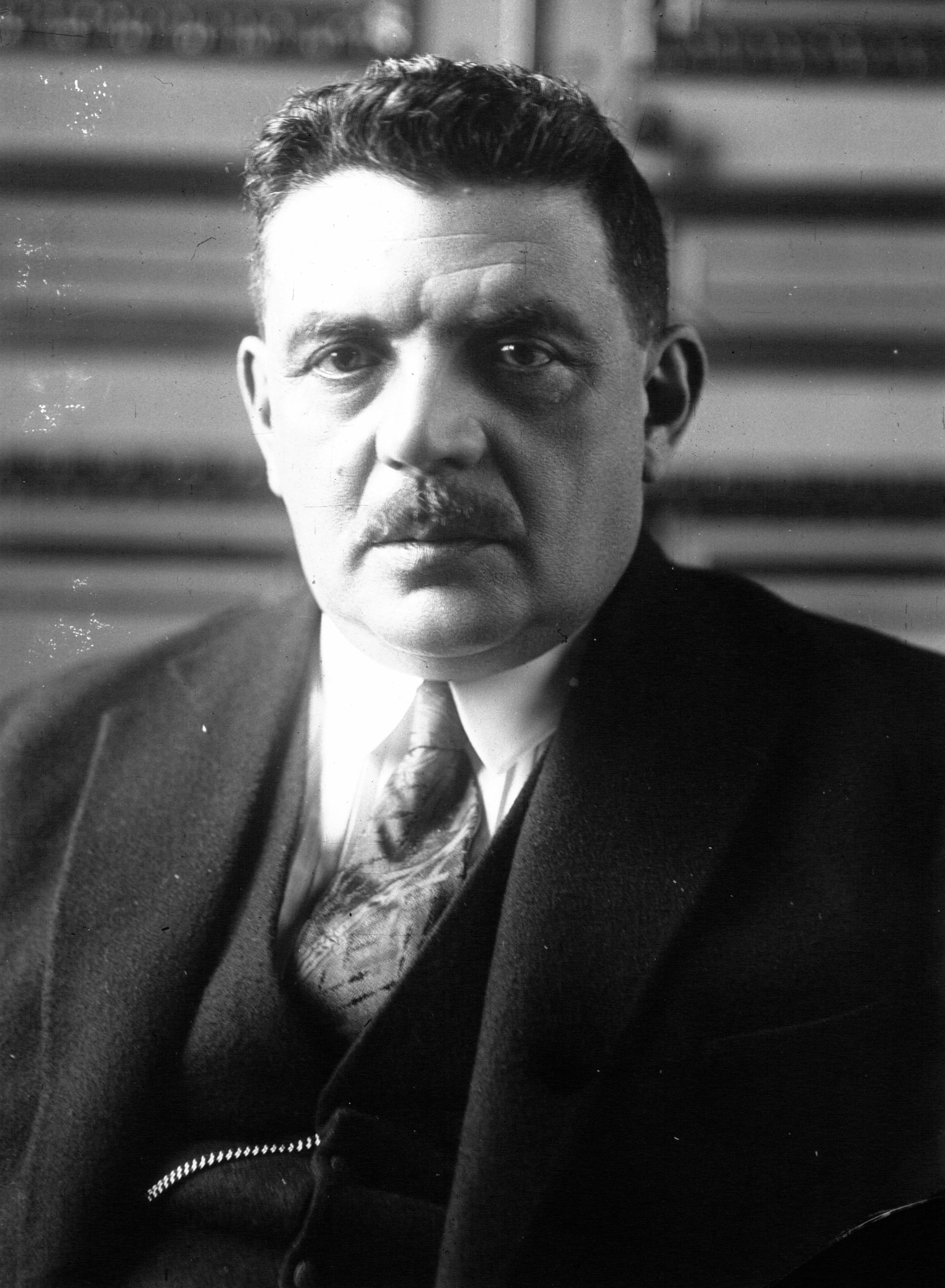
爱德华·赫里欧

爱德华·赫里欧（1872年7月5日—1957年3月26日），法國政治家和作家。1905年當選為里昂市長，此後一生皆任此職。1924～1932年三次組閣任法國總理，1936～1940年当选国民议会议长。
1919～1957年三次任法国激进社会党主席，为该党公认领袖。曾助力建立里昂中法大学。1932年11月，爱德华·赫里欧和苏联驻法国大使在巴黎签署了《苏法互不侵犯条约》。1933年访问苏联，途径乌克兰基辅，受到苏联人盛大款待，途中因受到苏联人宣传欺骗，认为乌克兰不存在大饥荒。因反维希政府而被囚禁于德国。戰後1945～1955年续任里昂市长。1947～1955年再任国民议会议长。
| 前任: 安德烈·塔尔迪厄 1932 | 法国总理 1932 | 继任: 约瑟夫·保罗-邦库尔 1932 |